# Cychrus tuberculatus
Cychrus tuberculatus es una especie de escarabajo del género Cychrus, categorizada en la tribu Cychrini, de la subfamilia Carabinae.

## Distribución
Se distribuye por América del Norte: Estados Unidos y Canadá.

## Taxonomía
Fue descrita por T. W. Harris en 1839.
Tratamiento taxonómico
La especie aparece registrada y publicada en Remarks upon the North American insects belonging to the genus Cychrus of FABRICIUS; with descriptions of some newly detected species. -. Boston Journal Natural History, 2: 189-204. (Boston). (1839).